# Skazka dlja starykh
Skazka dlja starykh (russisk: Сказка для старых) er en russisk spillefilm fra 2022 af Fjodor Lavrov og Roman Mikhajlov.

## Medvirkende
- Kirill Polukhin
- Fjodor Lavrov
- Roman Mikhajlov
- Jevgenij Tkatjuk som Mulja
- Viktorija Mirosjnitjenko
- Anatolij Tisjin
- Oleg Vasilkov